# (506) Marion
(506) Marion – planetoida z pasa głównego asteroid okrążająca Słońce w ciągu 5 lat i 111 dni w średniej odległości 3,04 j.a. Została odkryta 17 lutego 1903 roku w Landessternwarte Heidelberg-Königstuhl w Heidelbergu przez Raymonda Dugana. Nazwa planetoidy pochodzi od Marion Orcutt, kuzynki odkrywcy. Przed nadaniem nazwy planetoida nosiła oznaczenie tymczasowe (506) 1903 LN.